# کانیون لیک، تگزاس
کانیون لیک (به انگلیسی: Canyon Lake) یک منطقهٔ مسکونی در ایالات متحده آمریکا است که در شهرستان کومال، تگزاس واقع شده‌است. کانیون لیک ۴۰۶٫۳ کیلومتر مربع مساحت و ۱۶٬۸۷۰ نفر جمعیت دارد و ۲۹۴ متر بالاتر از سطح دریا واقع شده‌است.